# Pueblica de Valverde
Pueblica de Valverde település Spanyolországban,  Zamora tartományban. Pueblica de Valverde Tábara községgel határos. Lakosainak száma 189 fő (2024).

## Népesség
A település népessége az utóbbi években az alábbiak szerint változott:
| Lakosok száma | 317  | 280  | 264  | 254  | 241  | 230  | 199  | 184  | 182  | 189  |
|               | 2001 | 2004 | 2007 | 2009 | 2012 | 2014 | 2017 | 2019 | 2022 | 2024 |